# Kisagotami
Kisagotami (także Kisa Gotami; ur. VI wiek p.n.e.) – jedna z głównych uczennic i wyznawczyń Buddy. Słynęła z praktyk ascetycznych.

## Życiorys
Urodziła się w biednej rodzinie w Savatthi. Nazywana była "Kisa", gdyż była bardzo szczupła. Gotami (sans. Gautami) było jej nazwiskiem. Bratem jej matki był Suddhodana – ojciec Siddharty, przyszłego Buddy. Byli więc rodzeństwem ciotecznym.
Spotkali się, gdy mieszkali w Kapilavatthu, w dniu narodzin syna Buddy – Rahuli. Kisagotami zauważyła dumę i szczęście Buddy i powiedziała, iż ojciec, matka i żona Siddharthy muszą być szczęśliwi.
W jakiś czas potem Kisagotami wyszła za mąż za syna bogatego bankiera. Jako młoda żona była przez swoich teściów źle traktowana. Dopiero gdy urodziła syna, została doceniona i włączona do reszty rodziny. Jednak jej chłopczyk zmarł będąc jeszcze niemowlęciem. Kisagotami, która nigdy nie zetknęła się ze śmiercią, oszalała.
Z martwym dzieckiem na ręku chodziła od domu do domu prosząc o jakieś lekarstwo. Jakiś człowiek skierował ją w końcu do Buddy.
Kisagotami zaczęła błagać Buddę o ożywienie dziecka. Budda powiedział: "Idź i przynieś mi ziarno gorczycy z domu, w którym nikt nie umarł". Kisagotami natychmiast pobiegła do miasta, myśląc, że ziarno gorczycy będzie lekarstwem i Budda ożywi chłopca. Biegła od domu do domu i wszędzie dowiadywała się o śmierci kogoś z tego domu. Nagle zrozumiała prawdę i całe jej szaleństwo odeszło. Nachyliła się nad ciałem swego dziecka i powiedziała: "Mój mały synku, myślałam że śmierć przydarzyła się tylko tobie, ale okazało się, że nie tylko tobie. Śmierć jest powszechna u wszystkich ludzi". Następnie zaniosła ciało dziecko do lasu i pozostawiła je tam.
Gdy wróciła do Buddy już nie chciała, aby ożywił jej dziecko. Zamiast tego przyjęła ordynację i została mniszką w zakonie. Zasłynęła w praktyk ascetycznych i ostatecznie osiągnęła oświecenie.
Postać Kisy pojawia się w utworze Nick Cave and the Bad Seeds Hollywood z płyty Ghosteen.